# Sidemia plebeja
Sidemia plebeja là một loài bướm đêm trong họ Noctuidae.